# Ácido glicocólico
El ácido glicocólico procede del ácido cólico (uno de los ácidos biliares) conjugado con el aminoácido glicina en el carbono 17. Sus sales se denominan glicocolatos.
El ácido glicocólico, o colilglicina, es un ácido biliar cristalino que interviene en la emulsión de diversas grasas durante la digestión. Se produce naturalmente en la bilis de los mamíferos en forma de sal sódica, un polvo blanco. 
En 1906 se produjo su síntesis química y otra ruta sintética se describió en 1935.